# David Cameron (hockey sur glace)
Pour les articles homonymes, voir Cameron et David Cameron (homonymie).
David William Cameron, dit Dave Cameron, (né le 29 juillet 1958 à Charlottetown dans la province d'Île-du-Prince-Édouard au Canada) est un joueur professionnel canadien de hockey sur glace devenu entraîneur. Pendant sa carrière de joueur, il évoluait au poste de centre. Il est l'entraîneur-chef des Sénateurs d'Ottawa de la Ligue nationale de hockey de 2014 à 2016. Avant de travailler à titre d'entraineur, Dave Cameron a travaillé en tant que travailleur social dans sa province natale où il était intervenant dans un centre de réinsertion sociale.

## Biographie

### Carrière de joueur
Dave Cameron est repêché par les Islanders de New York au 135e rang, huitième tour du repêchage amateur de la LNH 1978, alors qu'il évoluait pour les Panthers de l'Université de l'Île-du-Prince-Édouard. Il joue sa première saison professionnelle en 1979-1980 alors qu'il joue pour le club-école des Islanders, les Checkers d'Indianapolis de la Ligue centrale de hockey. Il joue 70 matchs en plus avec les Checkers en plus de six matchs avec les Komets de Fort Wayne dans la Ligue internationale de hockey.
Peu avant le début de la saison 1981-1982, il est échangé aux Rockies du Colorado avec Bob Lormier en retour d'un choix de premier tour du repêchage d'entrée dans la LNH 1983, choix qui s'avère être Pat LaFontaine. Il fait ses débuts dans la Ligue nationale de hockey au cours de cette même saison avec les Rockies avec lesquels il joue 66 parties et en plus de réaliser 23 points.
La saison suivante, les Rockies déménagent au New Jersey pour devenir les Devils du New Jersey. Avec cette équipe, il joue deux autres saisons. Au total, il a joué 168 matchs dans la LNH et réalise 25 buts et 28 assistances pour 53 points.
Après avoir joué la saison 1983-1984 dans la Ligue américaine de hockey avec les Mariners du Maine puis les Golden Flames de Moncton, il joue quatre saisons dans la New Brunswick Senior Hockey League de 1985 à 1987 puis de 1989 à 1991.
Après trois saisons sans jouer, il fait un dernier tour de piste en jouant un match de la LAH avec les Flames de Saint-Jean lors de la saison 1994-1995.

### Carrière d'entraîneur
Cameron commence sa carrière d'entraîneur lors de la saison 1995-1996 en devenant l'entraîneur-chef des Falcons de Détroit de la Colonial Hockey League. La saison suivante, il entraîne les Boder Cats de Port Huron, toujours dans la CoHL.
En 1997, il rejoint les Greyhounds de Sault-Sainte-Marie en tant qu'entraîneur-chef avant de devenir entraîneur adjoint à Al MacAdam avec les Maple Leafs de Saint-Jean dans la LAH lors de la saison 1999-2000. Il s'agit de sa seule saison derrière le banc des Maple Leafs, alors qu'ils terminent derniers dans la ligue avec 58 points et une fiche de 23–45–8–4.
En 2000, il retourne derrière le banc dans la LHO et est nommé entraîneur-chef par les St. Michael's Majors de Toronto. Il passe quatre saisons avec l'équipe et parvient à mener son équipe en séries éliminatoires mais est éliminée au troisième tour à chacune de ces quatre saisons.
Il quitte les St. Michael's Majors avant le début de la saison 2004-2005 puisqu'il revient dans la LAH en devenant l'entraîneur des Senators de Binghamton. À sa première saison derrière le banc des Senators, il mène son équipe à la première place de la division Est. Son équipe perd toutefois au premier tour éliminatoire. Il n'arrive toutefois pas à mener les Senators en séries lors des deux saisons suivantes.
Il revient durant l'été 2007 avec les St. Michael's Majors, qui jouent désormais à Mississauga après avoir été relocalisés. Lors de sa quatrième saison avec l'équipe, en 2010-2011, il mène son équipe à la première ligue avec une fiche de 53-13-0-2 ainsi qu'une récolte de 108 points qui remporte par le fait même le trophée Hamilton Spectator remis aux champions de la saison régulière. L'équipe de Mississauga perd toutefois en finale de la Coupe J.-Ross-Robertson face à l'Attack d'Owen Sound mais participe tout de même en tant qu'équipe hôte au tournoi de la Coupe Memorial 2011. Les Majors perdent en finale de la Coupe contre les Sea Dogs de Saint-Jean, équipe de la Ligue de hockey junior majeur du Québec.
Il a été nommé entraîneur-chef que l'équipe junior canadienne à l'occasion du championnat du monde junior 2011 qui se tenait à Buffalo. Les joueurs canadiens se rendent jusqu'en finale mais perdent face à la Russie qui est le résultat une médaille d'argent pour Cameron et son équipe.
En 2011, il rejoint les Sénateurs d'Ottawa pour être un des entraîneurs adjoint à Paul MacLean. Le 8 décembre 2014, il prend la place d'entraîneur-chef des Sénateurs à la suite du congédiement de MacLean par l'équipe. Cameron parvient à mener les Sénatuers en séries après avoir remporté 23 des 31 derniers matchs alors qu'en février 2015 où il restait une trentaine de matchs à jouer, l'équipe possédait un retard de 14 points sur la huitième et dernière place donnant accès aux séries. À l'issue de la saison 2015-2016, Dave Cameron est congédié de son poste d’entraîneur-chef après une saison difficile où les Sénateurs terminent au 11e rang de l'association de l'Est, à 8 points d'une place en séries éliminatoires.

## Statistiques

### Joueur
| Saison     | Équipe                     | Ligue      |     | Saison régulière | Saison régulière | Saison régulière | Saison régulière | Saison régulière |   | Séries éliminatoires | Séries éliminatoires | Séries éliminatoires | Séries éliminatoires | Séries éliminatoires |
| Saison     | Équipe                     | Ligue      | PJ  | B                | A                | Pts              | Pun              | PJ               | B | A                    | Pts                  | Pun                  |                      |                      |
| 1976-1977  | Panthers de UÎPÉ           | CIAU       | 20  | 7                | 10               | 17               | 12               | -                | - | -                    | -                    | -                    |                      |                      |
| 1977-1978  | Panthers de UÎPÉ           | CIAU       | 16  | 13               | 30               | 43               | 26               | -                | - | -                    | -                    | -                    |                      |                      |
| 1978-1979  | Panthers de UÎPÉ           | CIAU       | 13  | 7                | 22               | 29               | 39               | -                | - | -                    | -                    | -                    |                      |                      |
| 1979-1980  | Checkers d'Indianapolis    | LCH        | 70  | 15               | 21               | 36               | 101              | 7                | 0 | 0                    | 0                    | 16                   |                      |                      |
| 1979-1980  | Komets de Fort Wayne       | LIH        | 6   | 3                | 6                | 9                | 9                | -                | - | -                    | -                    | -                    |                      |                      |
| 1980-1981  | Checkers d'Indianapolis    | LCH        | 78  | 40               | 30               | 70               | 156              | 5                | 2 | 3                    | 5                    | 4                    |                      |                      |
| 1981-1982  | Texans de Fort Worth       | LCH        | 2   | 0                | 0                | 0                | 0                | -                | - | -                    | -                    | -                    |                      |                      |
| 1981-1982  | Rockies du Colorado        | LNH        | 66  | 11               | 12               | 23               | 103              | -                | - | -                    | -                    | -                    |                      |                      |
| 1982-1983  | Wind de Wichita            | LCH        | 25  | 6                | 9                | 15               | 40               | -                | - | -                    | -                    | -                    |                      |                      |
| 1982-1983  | Devils du New Jersey       | LNH        | 35  | 5                | 4                | 9                | 50               | -                | - | -                    | -                    | -                    |                      |                      |
| 1983-1984  | Devils du New Jersey       | LNH        | 67  | 9                | 12               | 21               | 85               | -                | - | -                    | -                    | -                    |                      |                      |
| 1984-1985  | Mariners du Maine          | LAH        | 12  | 0                | 1                | 1                | 32               | -                | - | -                    | -                    | -                    |                      |                      |
| 1984-1985  | Golden Flames de Moncton   | LAH        | 37  | 8                | 16               | 24               | 82               | -                | - | -                    | -                    | -                    |                      |                      |
| 1985-1986  | Islanders de Charlottetown | NBSHL      | 15  | 9                | 16               | 25               | 54               | -                | - | -                    | -                    | -                    |                      |                      |
| 1986-1987  | Islanders de Charlottetown | NBSHL      | 11  | 5                | 17               | 22               | 69               | -                | - | -                    | -                    | -                    |                      |                      |
| 1989-1990  | Alpines de Fredericton     | NBSHL      | 14  | 0                | 8                | 8                | 30               | 6                | 1 | 6                    | 7                    |                      |                      |                      |
| 1990-1991  | Islanders de Charlottetown | NBSHL      | 25  | 23               | 21               | 44               | 69               | -                | - | -                    | -                    | -                    |                      |                      |
| 1994-1995  | Flames de Saint-Jean       | LAH        | 1   | 0                | 0                | 0                | 0                | -                | - | -                    | -                    | -                    |                      |                      |
| Totaux LNH | Totaux LNH                 | Totaux LNH | 168 | 25               | 28               | 53               | 238              | -                | - | -                    | -                    | -                    |                      |                      |

### Entraîneur
| Saison    | Équipe                              | Ligue |    | PJ | V  | D | N  | Pr   | % V                       |  | Séries éliminatoires |
| 1995-1996 | Falcons de Détroit                  | CoHL  | 74 | 33 | 32 | - | 9  | 50,7 | Défaite au deuxième tour  |  |                      |
| 1996-1997 | Border Cats de Port Huron           | CoHL  | 74 | 38 | 31 | - | 5  | 54,7 | Défaite au premier tour   |  |                      |
| 1997-1998 | Greyhounds de Sault-Sainte-Marie    | LHO   | 66 | 20 | 36 | 7 | 3  | 37,9 | Non qualifiés             |  |                      |
| 1998-1999 | Greyhounds de Sault-Sainte-Marie    | LHO   | 68 | 31 | 27 | 8 | 2  | 52,9 | Défaite au premier tour   |  |                      |
| 2000-2001 | St. Michael's Majors de Toronto     | LHO   | 68 | 35 | 23 | 8 | 2  | 58,8 | Défaite au troisième tour |  |                      |
| 2001-2002 | St. Michael's Majors de Toronto     | LHO   | 68 | 40 | 19 | 8 | 1  | 65,4 | Défaite au troisième tour |  |                      |
| 2002-2003 | St. Michael's Majors de Toronto     | LHO   | 68 | 32 | 24 | 7 | 5  | 55,9 | Défaite au troisième tour |  |                      |
| 2003-2004 | St. Michael's Majors de Toronto     | LHO   | 68 | 38 | 21 | 7 | 2  | 62,5 | Défaite au troisième tour |  |                      |
| 2004-2005 | Senators de Binghamton              | LAH   | 80 | 47 | 21 | - | 12 | 66,3 | Défaite au premier tour   |  |                      |
| 2005-2006 | Senators de Binghamton              | LAH   | 80 | 35 | 37 | - | 8  | 48,8 | Non qualifiés             |  |                      |
| 2006-2007 | Senators de Binghamton              | LAH   | 80 | 23 | 48 | - | 9  | 34,4 | Non qualifiés             |  |                      |
| 2007-2008 | St. Michael's Majors de Mississauga | LHO   | 68 | 31 | 32 | - | 5  | 49,3 | Défaite au premier tour   |  |                      |
| 2008-2009 | St. Michael's Majors de Mississauga | LHO   | 68 | 39 | 26 | - | 3  | 59,6 | Défaite au deuxième tour  |  |                      |
| 2009-2010 | St. Michael's Majors de Mississauga | LHO   | 68 | 42 | 20 | - | 6  | 66,2 | Défaite au troisième tour |  |                      |
| 2010-2011 | St. Michael's Majors de Mississauga | LHO   | 68 | 53 | 13 | - | 2  | 79,4 | Défaite en finale         |  |                      |
| 2014-2015 | Sénateurs d'Ottawa                  | LNH   | 55 | 32 | 15 | - | 8  |      | Défaite au premier tour   |  |                      |
| 2015-2016 | Sénateurs d'Ottawa                  | LNH   | 82 | 38 | 35 |   | 9  |      | Non qualifiés             |  |                      |